# 핫타촌 (후쿠오카현)
핫타촌(八津田村)은 후쿠오카현 지쿠조군에 설치되었던 촌이다. 현재의 지쿠조정에 해당한다.

## 역사
- 1889년 4월 1일 - 정촌제 시행에 의해 고게군 핫타촌이 성립하였다.
- 1896년 4월 1일 - 지쿠조군에 소속되었다.
- 1955년 1월 1일 -  가쓰라기촌, 니시스다촌과 신설합병해 시다정이 성립, 동일 핫타촌은 폐지되었다.

## 참고문헌
- 角川日本地名大辞典 40 福岡県
- 『市町村名変遷辞典』東京堂出版、1990年。